# Comparatore
Il comparatore è uno strumento di misura utilizzato per misure di spostamento lineare.
Basa il suo funzionamento sulla lettura dello spostamento di un'asta cilindrica mobile che scorre all'interno di una guida tubolare. L'estremità dell'asta (chiamata tastatore o palpatore) è a contatto con la superficie dell'oggetto sottoposto a misura. L’asta del tastatore può portare una filettatura o una cremagliera; i suoi spostamenti vengono amplificati da un cinematismo di ruote dentate ingrananti con la vite micrometrica. Sull’asta del tastatore è calettato un perno scorrevole sull’involucro del comparatore che ne impedisce la rotazione. La pressione di misura, stabilita in 140 grammi, è data da una molla elicoidale fissata con una estremità all’asta del tastatore e con l’altra estremità all’involucro. Per mantenere costante la pressione di misura, al variare della tensione della molla sono stati studiati vari dispositivi. L’estremità del tastatore è di solito arrotondata, ma può essere sostituita con altre di forma diversa (conica, piatta, ecc.)
I comparatori normalmente vengono realizzati con corse utili comprese tra 1 e 10 mm, mentre la risoluzione è normalmente centesimale (0,01 mm), anche se vengono realizzati comparatori di precisione bimillesimali (risoluzione 0,002 mm).

## Descrizione

### Classificazione per tipologia di lettura
A seconda del sistema di lettura, il comparatore può essere classificato:
1. comparatore a quadrante, dove la lettura si esegue grazie ad un quadrante ad orologio;
2. comparatore digitale, dove la lettura si esegue direttamente su un indicatore elettronico digitale.

### Comparatore a quadrante

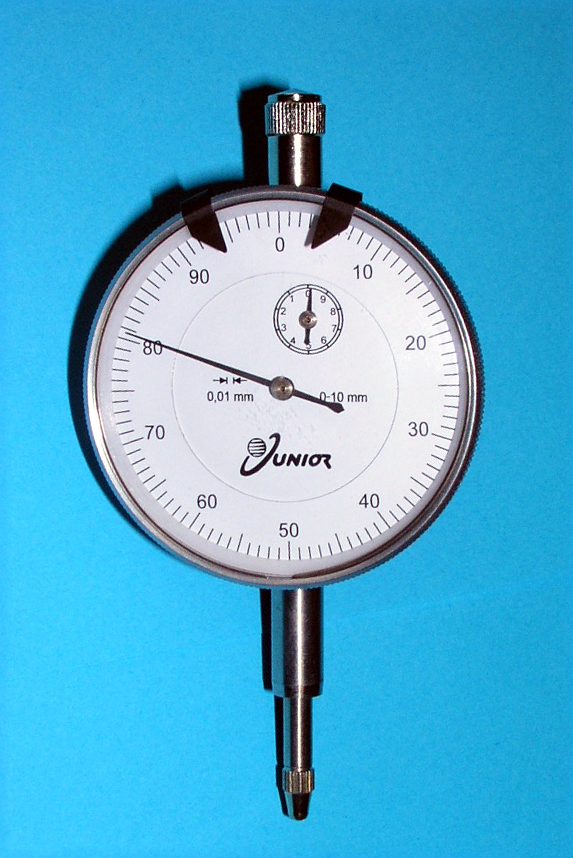
Comparatore a quadrante

Minimi spostamenti assiali dell'asta si traducono in grandi movimenti rotazionali dell'indice.
I comparatori vengono normalmente realizzati in modo che un giro completo di indice equivale ad uno spostamento assiale di 1 mm, ma nei comparatori di precisione può corrispondere ad uno spostamento di soli 0,2 mm.
Sulla circonferenza del quadrante viene stampata una scala opportunamente graduata. Il quadrante è mobile: può essere ruotato per regolare la scala ad un valore arbitrario rispetto all'indice. Spesso è presente una vite di bloccaggio che impedisce di ruotarlo accidentalmente dopo la regolazione iniziale.
In alcuni comparatori, nella cornice del quadrante, vengono inseriti degli indici mobili destinati a indicare minimi e massimi di una tolleranza prestabilita.
Quasi sempre il comparatore ha una corsa utile molto più grande di quella leggibile in un giro completo dell'indice, pertanto è presente un secondo quadrante (più piccolo, all'interno del quadrante principale) destinato a contare i giri di indice.
Nei comuni comparatori, un piccolo quadrante è destinato a contare i millimetri di spostamento, mentre nel quadrante più grosso si possono apprezzare i centesimi di mm.
I comparatori a quadrante vengono realizzati con diversi accorgimenti per migliorare precisione e durata:
- i cinematismi vengono realizzati in acciaio inossidabile;
- i perni e i supporti vengono lappati per ridurre i giochi;
- la cremagliera e il pignone subiscono trattamenti d'indurimento superficiale per ridurne l'usura.

### Comparatore digitale
Il comparatore digitale funziona sullo stesso principio del comparatore a quadrante, con la differenza che gli ingranaggi movimentano un piccolo encoder collegato ad un contatore elettronico.
Minimi spostamenti dell'asta si traducono così in impulsi elettrici conteggiabili da un indicatore elettronico.
L'evoluzione dell'elettronica ha permesso la realizzazione di indicatori miniaturizzati e dal consumo molto basso, tanto da poter essere facilmente alimentati da una comune batteria a bottone.
I display dei comparatori sono normalmente realizzati con una risoluzione di 0,01 mm.
Gli indicatori possono disporre di numerose funzioni:
- visualizzazione sia di letture metriche, che inglesi;
- azzeramento della lettura in un punto arbitrario;
- settaggio arbitrario di una quota;
- inversione del verso di lettura;
- settaggio e allarme quando la misura è fuori tolleranza;
- collegamento seriale con un PC, per poter automatizzare le misure (tramite apposito software).

### Tastatori
Il tastatore è costituito da una testina che viene fissata all'estremità dell'asta tramite un accoppiamento filettato; questo per una rapida sostituzione quando risulta rovinato.
Sulla punta della testina una piccola sfera d'acciaio temprato rotola all'interno di una sede speculare. Quando il comparatore viene usato per la verifica di profili e della planarità, e dunque fatto scorrere sulle superfici, questo accorgimento permette:
- di ridurre le forze radiali che subisce l'asta (riducendo errori legati alla flessione della medesima);
- di ridurre l'usura del tastatore.

Nei comparatori di precisione la sfera è spesso realizzata in rubino sintetico, la cui elevata durezza ne riduce fortemente l'usura.

### Comparatore universale
Spesso necessita fare misure su superfici interne, difficilmente accessibili da un'asta diritta. In questi casi viene usato un tipo particolare di comparatore: il tastatore è composto da una sfera montata in cima ad una leva che movimenta un eccentrico; quest'ultimo è palpato dall'asta del comparatore.
La sfera viene posizionata sulla superficie dell'oggetto da misurare, con la leva disposta parallelamente a quest'ultima. Quando la superficie si muove ortogonalmente alla leva, questa muove l'eccentrico, e conseguentemente l'asta del comparatore.
Una frizione permette di variare la posizione della leva rispetto all'eccentrico, in modo che la si possa orientare a piacere.
Con una realizzazione accurata di sfera, leva ed eccentrico, si possono ottenere comparatori precisi (anche bimillesimali), ma comunque hanno il problema che dispongono di una corsa utile molto ridotta (inferiore al millimetro).
Attualmente tutti i comparatori possiedono l'inversione automatica sulla leva.

### Incidenza della spinta dell'asta
La presenza di una molla che mantiene l'asta in posizione di massima estensione, crea problemi analoghi a quelli riscontrabili nel micrometri: lo strumento esercita una spinta (una forza) sull'oggetto da misurare tale che può creare delle variazioni delle sue dimensioni, e conseguentemente errori nella misura. Il problema è particolarmente evidente nei materiali soffici (plastica, gomma,...)
Una soluzione è ridurre al minimo questa forza usando molle che producono forze deboli, anche quando sono molto compresse (quando l'asta è completamente premuta).
I comparatori migliori esercitano forze inferiori a 1 N, anche quando sono completamente premuti.

### Supporti per comparatori
Per un pratico e accurato uso dei comparatori si utilizzano dei supporti snodabili che si agganciano, o alla guida tubolare dell'asta, o ad appositi attacchi a coda di rondine posizionati sul retro o in cima al corpo del comparatore.
Spesso le basi dei supporti dispongono di un pratico magnete che permette di fissarli sulla struttura metallica dei banchi di lavoro o sulle macchine utensili (basi magnetiche).

## Applicazioni

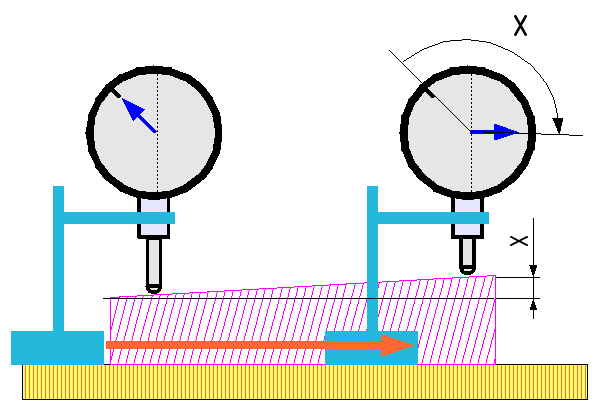
Uso di un comparatore

Il comparatore è utilizzato per molti scopi:
- misure esterne
- misurazione e verifica di eccentricità
- misurare lo spostamento di un oggetto;
- rilevare errori di parallelismo;
- verificare la planarità o la perpendicolarità di una superficie rispetto ad un piano di riferimento;
- verificare la cilindricità e la linearità di una circonferenza rispetto ad un asse;
- rilevare differenze di quota tra un pezzo in esame ed un campione;
- controllare deformazioni di un pezzo.